# Villavaler
Villavaler és una parròquia del conceyu asturià de Pravia. Allotja una població de 117 habitants en 149 habitatges (INE Arxivat 2016-03-03 a Wayback Machine. 2011) sobre una extensió de 8,43 km². Aquesta parròquia està situada a 14,1 km de la capital del concejo.
Se celebra la festivitat de Sant Agustí.

## Barris
- Carceda - 2 habitants 2011
- El Palación - 31 habitants 2011
- Llomparte - 26 habitants 2011
- Omedas - 15 habitants 2011
- Perriella - 19 habitants 2011
- San Bartuelu - 12 habitants 201
- Sangreña - 6 habitants 2011
- Valdidiellu - 6 habitants 2011